# Barabáš (Vizovická vrchovina)
Barabáš je kopec s nadmořskou výškou 410 m, nacházející se ve městě Zlín ve Zlínském kraji v pohoří Vizovická vrchovina.

## Další informace
Barabáš je druhým nejvyšším kopcem Zlína. Ve svazích kopce se nachází terenní pozůstatky hradu Zlín ze 13. století, Vyhlídka pod Barabášem, bývalý lom a také lyžařská sjezdovka. Vedle vrcholu zalesněného kopce vede zelená turistická značka. Místo je celoročně volně přístupné.

## Galerie

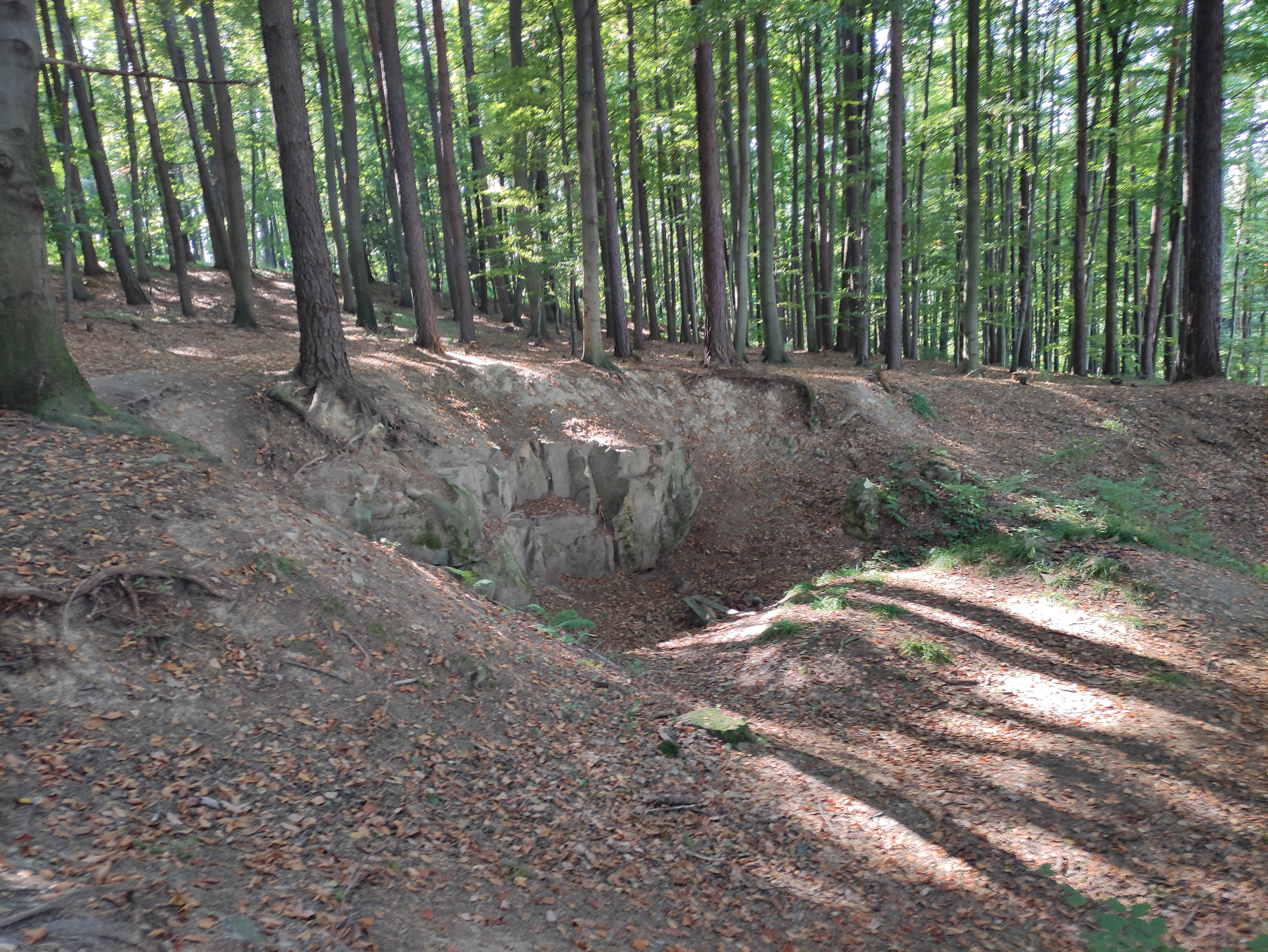
Pod vrcholem
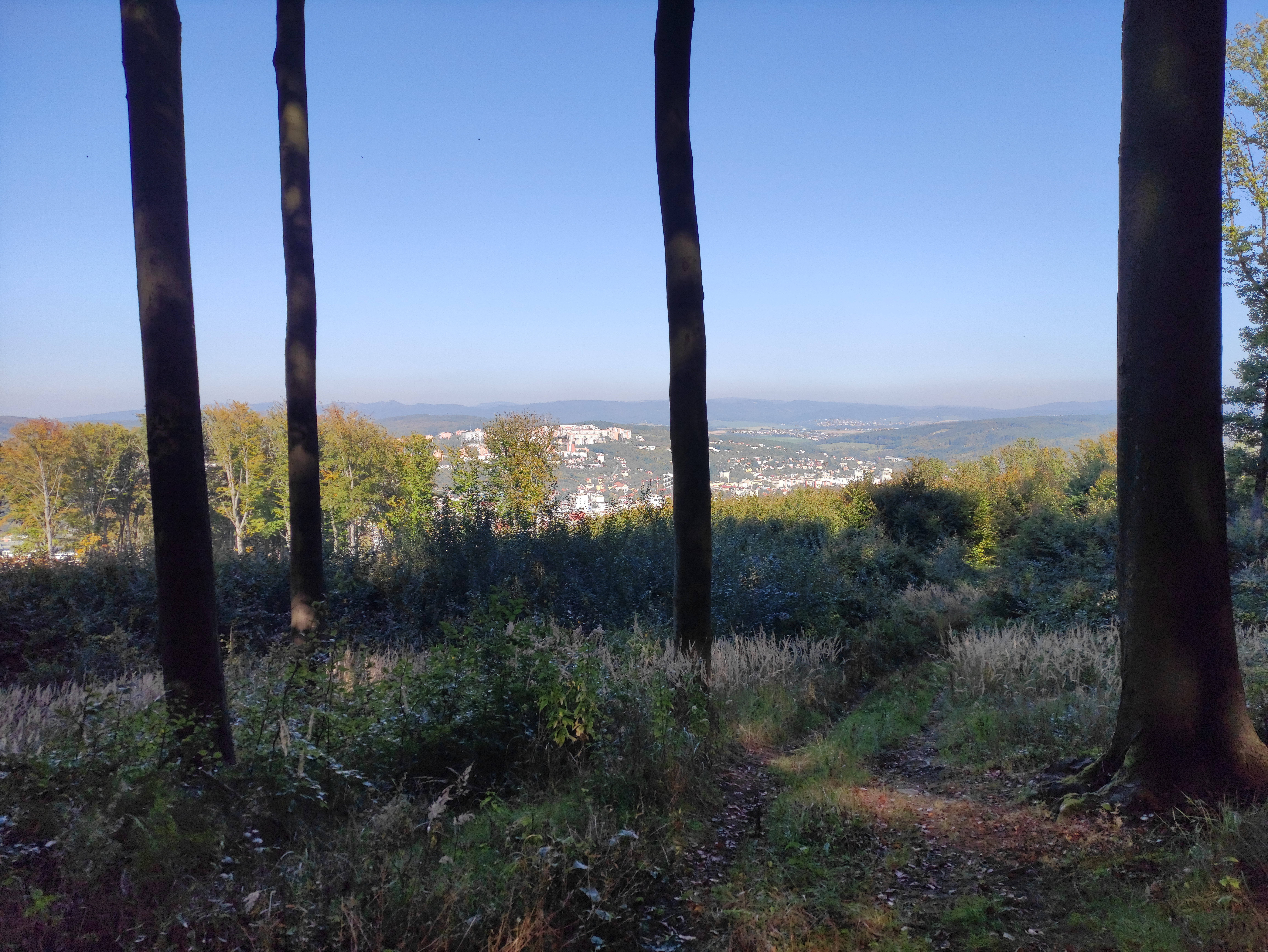
Vyhlídka pod kopcem Barabáš